# Dag Andersson
Dag Stefan Andersson, född 9 december 1973, är en svensk skådespelare, mimare, dansare, ljudboksinläsare och regissör. Han tog examen från mimlinjen vid Teaterhögskolan i Stockholm 2001.
Andersson är också en utövare av parkour och var tidigare aktiv inom scenkollektivet Bastard Produktion och konstnärlig ledare för kompaniet Shake it collaborations som bland annat producerat föreställningen Miss U. Han ingick också i scenkonstgruppen Missing Link som han bildade tillsammans med skådespelarna Lars Bethke och Morgan Alling samt producenten Peder Bjurman. Missing Link fick mycket uppmärksamhet för den egenproducerade föreställningen Slapstick som var en hyllning till komiker i en fysisk stumfilmstradition. Förutom som skådespelare är Andersson verksam som inläsare av ljudböcker, regissör, koreograf och dramaturg.

## Filmografi
- 2005 – Fyra veckor i juni - Bengt som ung
- 2005 – Sportstugan
- 2007 – Hur man gör
- 2009 – Cirkus Imago säsong 1
- 2011 – Cirkus Imago säsong 2
- 2015 -- Cirkus Imago - en chans på miljonen
- 2019 -- Midsommar
- 2022 -- Diorama

## Teater

### Roller (ej komplett)
| År   | Roll   | Produktion                             | Regi            | Teater                   |
| ---- | ------ | -------------------------------------- | --------------- | ------------------------ |
| 2003 | Poeten | Gosa in den stajlen Beppe Wolgers      | Öllegård Goulos | Parkteatern              |
| 2008 |        | Slapstick                              |                 | Rival                    |
| 2019 |        | Tjugo 19 Dag Andersson och Lars Bethke |                 | Kulturhuset Stadsteatern |

## Ljudböcker och radioteater
- Miljardären som försvann
- Dannyboy och kärleken
- Brott i Sverige
- Sång till den storm som ska komma
- Magikerna
- Tacet
- Krilon
- Maken